# Œ̄̆
Œ̄̆ (minuscule : œ̄̆), appelé OE macron brève, est une lettre latine utilisée en linguistique historique notamment dans l’étude du vieil anglais.
Il s’agit de la lettre Œ diacritée d’un macron et d’un brève.

## Utilisation
Le œ̄̆ est utilisé dans l’étude du vieil anglais pour noter une voyelle œ longue ou courte, le œ̄̆ est cependant généralement désarrondi en ē̆.

## Représentations informatiques
Le Œ macron brève peut être représenté avec les caractères Unicode suivants (latin de base, diacritiques) :
| forme     | représentation | chaîne de caractères | point de code        | description                                  |
| --------- | -------------- | -------------------- | -------------------- | -------------------------------------------- |
| capitale  | Œ̄̆              | Œ◌̄◌̆                  | U+0152 U+0304 U+0306 | lettre majuscule latine oe diacritique brève |
| minuscule | œ̄̆              | œ◌̄◌̆                  | U+0153 U+0304 U+0306 | lettre minuscule latine oe diacritique brève |